# Heilpraktik
Heilpraktik er en pseudovidenskabelig praksis, som har sin oprindelse i folkemedicinen. Den omfatter flere elementer som fx homøopati, plantemedicin og irisanalyse. Ordet 'heil-praktik' betyder oversat til dansk "helbredelses-praksis". I Tyskland blev heilpraktikken i 1936 statsanerkendt som frit erhverv, og i 1939 blev heilpraktikerloven vedtaget.

## Danske skoler og foreninger
Heilpraktikerskolen har et tæt samarbejde med Dansk Heilpraktiker Forening, der også er en del af European Federation for Naturopathy.